# The Phoenix (journal)

The Phoenix était le titre de plusieurs hebdomadaires culturels gratuits, publiés dans la région de la Nouvelle-Angleterre aux États-Unis par le Phoenix Media/Communications Group, basé à Boston.
Le premier, The Boston Phoenix, fondé en 1972 par Stephen Mindich, est issu de la fusion de deux journaux « alternatifs », Boston After Dark et le Cambridge Phoenix. Le groupe de presse publiait également le Providence Phoenix et le Portland Phoenix.
Rebaptisé The Phoenix en septembre 2012. Son dernier numéro paraît en mars 2013.

## Histoire

### Boston After Dark
Lors de son lancement en 1966, Boston After Dark (B.A.D.) est un supplément du journal de la Harvard Business School, composé de quatre feuillets consacrés à l'actualité culturelle. À la fin des années 1960, le journal appartient à Stephen Mindich, ancien étudiant de l'Université de Boston. Il est vendu en ville et distribué gratuitement aux étudiants sur les campus.
Durant les années 1970, Boston After Dark est concurrencé par le Cambridge Phoenix, publication concurrente lancée en 1969 par Jeffrey Tartar. Le journal couvre l'actualité locale et s'inspire du Village Voice. Les ventes payantes ne s'élèvent qu'à 800 exemplaires et il est revendu à Richard Missner et Ray Reipen. Après le recrutement d'Harper Barnes, ancien reporter du St. Louis Post-Dispatch, la nouvelle direction du Phoenix parvient à redresser le journal, qui propose des enquêtes journalistiques de qualité, mais comprend aussi des guides pratiques consacrés à la vie locale, rédigés afin d'aider les étudiants à découvrir la ville. La ligne politique des deux journaux est réformiste, ils sont par exemple opposés à la guerre du Viêt Nam, sans tomber dans le radicalisme. Ils prospèrent grâce au vaste lectorat étudiant poursuivant des études à Boston.

### The Boston Phoenix
En 1972, Stephen Mindich, propriétaire et éditeur de Boston After Dark, acquiert son concurrent Cambridge Phoenix. Il rachète le nom et dissout le journal. L'opération donne naissance au Boston Phoenix alors que l'ancienne équipe éditoriale du Cambridge Phoenix fonde un nouveau titre, The Real Paper,. Le film Between the Lines de Joan Micklin Silver, sorti en 1977, est librement inspiré de ces évènements. Fred Barron, auteur du scénario, a travaillé pour The Boston Phoenix et The Real Paper. Durant les années 1970, les deux publications sont distribuées à 100 000 exemplaires, dont la moitié payée. Ils jouissent de la confiance des annonceurs de leur région et constituent des exemples dans le domaine des médias dits « alternatifs » aux États-Unis. Leur réussite inspire d'autres hebdomadaires. Lorsque The Real Paper ferme en 1981, ses actifs sont rachetés par Mindich.
En septembre 2012, le Boston Phoenix est rebaptisé The Phoenix. Le magazine est diffusé à plus de 100 000 exemplaires, mais la nouvelle formule, imprimée sur papier glacé, ne parvient pas à attirer des annonceurs d'envergure nationale. Stephen Mindich déclare qu'il ne considère plus le magazine comme une entreprise viable. Son dernier numéro paraît en mars 2013.

### Autres publications
Dans les années 1980, Phoenix Media/Communications Group rachète le NewPaper, publié à Rhode Island, et rebaptisé Providence Phoenix. Durant les années 1990, le groupe s'étend dans la région de Portland et fonde le Portland Phoenix. Un autre journal était publié à Worcester jusqu'en 2000.

## Rédaction
The Boston Phoenix attire de jeunes journalistes qui poursuivent parfois leur carrière dans des publications prestigieuses, comme la critique Janet Maslin recrutée par The New York Times, David Denby qui rejoint The New Yorker, ou encore Stephen Schiff qui travaille ensuite pour Vanity Fair. Lloyd Schwartz (en), le critique couvrant la musique classique pour le Phoenix, reçoit un prix Pulitzer en 1994.